# Draconarius dubius
Draconarius dubius là một loài nhện trong họ Amaurobiidae.
Loài này thuộc chi Draconarius. Draconarius dubius được Jia-Fu Wang miêu tả năm 2003.